# Elydnus sericatus
Elydnus sericatus är en skalbaggsart som beskrevs av Francis Polkinghorne Pascoe 1869. Elydnus sericatus ingår i släktet Elydnus och familjen långhorningar. Inga underarter finns listade i Catalogue of Life.